# Call of Duty 2
Call of Duty 2 је рачунарска симулација историјијских догађаја у Другом свјетском рату. InfinityWard је направила игрицу, а компанија Activision је пустила у продају. 25. октобра 2005. Call of Duty 2 је пуштен у продају за оперативни систем Windows, а 15. новембра 2005. за играчку конзолу Xbox 360 на европском и америчком тржишту. Временом су се јављале верзије направљене за разне мобилне телефоне и друге уређаје.
Call of Duty 2 је пуцачина из првог лица. Играч може носити две пушке, димне бомбе и бомбе. Може да хода, трчи, чучне, легне и да прескаче неке ниже препреке, као што су ровови и рушевине. У оријентацији помаже мали компас који се налази у доњем левом углу. На компасу се посебним симболима означавају циљеви мисије (жута звезда), саборци (живи-зелене стрелице, мртви-беле стрелице) и непријатељи који су скоро пуцали (црвене тачке). Играч, такође, има и двоглед који му може доста помоћи, посебно у неким мисијама у Африци. На неким местима играч може користити тенкове и џипове.
Када је играч повређен екран поцрвени, па мора наћи неки заклон гдје ће сачекати да се опорави или ће у противном умрети. Call of Duty 2 се разликује од свог претходника, јер не постоје кутије прве помоћи које могу да обнове енергију. Ако бомба падне у близини играча, помаже бела стрелица која показује гдје се налази бомба.

## Игра

### Кампања
Кампања се састоји од поједниачних борби које су тематски повезане у 3 целине.

#### Совјетски Савез
Игра почиње задацима у Совјетском Савезу. Играч преузима улогу Василија Козлова и води га кроз битку за Москву. Након тога следе мисије у Бици за Стаљинград током 1942. и 1943. године. Играчу заповести издаје командант Дмитриј Волски.

#### Уједињено Краљевство
Друга фаза су борбе у северној Африци и Француској. Лик који играч води зове се Џон Дејвис и члан је 7. оружане дивизије. Одмах у почетку ова кампања ставља играча у битку код Ел Алмејна. Занимљивост у вези кампање са Британцима је то што играте и с другим ликом, Дејвидом Велшом, у тенковској бици у Либији командујући тенком типа Крусејдер. Потом наставља кампању са Џоном Дејвисом у ослобађању Туниса и града у Француској Кана.

#### Америка
У трећој фази игре играч преузима улогу ренџера Била Тејлора који учествује у искрцавању у Нормандији. Након тога, Американци крећу у напад на немачке артиљеријске батерије и покушавају зауствити масивну немачку контраофанзиву и играчев задатак је да освоји Коту-400.
Последња битка је прелаз преко Рајне. Американци покушавају да пређу у Немачку преко Рајне и да је коначно окупирају. Та мисија је занимљива јер играч од самог старта је под паљбом. Након преласка Рајне игра се углавном у граду. Последњи задатак је да уништите 2 немачка тенка.

### Режим за више играча
Сваки мултиплејер сервер може имати максимално 64 играча. Играчи се међусобно повежу путем неког од сервера или путем локалне мреже. У мултиплејер је стављено 13 званичних мапа од којих су три узете из оригиналног Call of Duty серијала. Касније су прављене многе нове мапе како би задржале старе играче и привукле нове. Изашле су три серије екстра пакета мапа Bonus Pack, Skirmish Pack, и Invasion Pack.
Данас се Call of Duty 2 мултиплејер сматра једном од најпопуларнијих игрица на интернету, па се због тога организују и разна такмичења на којим се играчи упознају међусобно и што је најважније такмиче у борбама.